# Banque Kolb
Pour les articles homonymes, voir Kolb.
La Banque Kolb est une banque privée française, fondée en 1890 par Xavier Kolb et dont le siège social est à Mirecourt en Lorraine. Sa direction centrale est installée place de la République à Nancy. C'est la filiale du Crédit du Nord dans la région Grand Est et l'Yonne.
Depuis le 1er janvier 2023, le réseau de la Banque Kolb forme avec le réseau Société Générale dans l'est de la France la région SG GRAND EST, une des 11 régions formant SG, banque issue du rapprochement des réseaux Société Générale et Groupe Crédit du Nord.

## Historique
- 1890 : création de la Banque Kolb à Mirecourt par Xavier Kolb , originaire de Colmar. Ses deux fils, Georges et Jean, lui succèdent respectivement en 1915 et 1925, et élargissent la gamme de produits et de services.

- 1991 : acquisition par le Crédit du Nord de 51 % du capital de la banque.

- 2001 : le Crédit du Nord détient plus de 99 % du capital et projette d'apporter à la banque Kolb son réseau d’agences d’Alsace et de Moselle.

- 2002 : le Crédit du Nord cède ses agences de Mulhouse, Colmar, Strasbourg et Metz à la Banque Kolb, qui devient ainsi l’enseigne régionale du groupe Crédit du Nord en Alsace et en Lorraine.

- 2005 : création des agences de  Lingolsheim, Thionville et Haguenau. Les agences Crédit du Nord d’Auxerre, Troyes, Saint-André-les-Vergers, Châlons-en-Champagne, Épernay, Reims, Charleville-Mézières, Nouzonville et Sedan sont intégrées au réseau de la banque Kolb, qui élargit son périmètre à tout l’Est de la France.

- 2006 : la banque Kolb poursuit l’extension de son réseau et ouvre trois nouvelles agences : Metz Cathédrale, Sélestat, et Troyes Brossolette.

- 2007 : rénovation des agences ardennaises de Charleville-Mézières, Nouzonville et Sedan.

- 2008 : ouverture d’une quatrième agence à Reims, au 145 rue Gambetta et acquisition de l’agence Fortis d’Auxerre.

- 2013 : ouverture d'une agence Kolb à Remiremont sur la place.

- 2014 : ouverture d'une agence Kolb à Chaumont.

- 2017 : Relocalisation du centre d’affaires de Nancy (Meurthe-et-Moselle).

- 2023 : fusion des réseaux de la banque Kolb et société générale pour donner naissance à SG Grand Est